# Michele Maffei
Michele Maffei (Rome, 11 november 1946) is een Italiaans schermer.
Maffei werd met het sabelteam in 1972 olympisch kampioen en won driemaal olympisch zilver (1968, 1976, 1980). Maffei werd in 1971 wereldkampioen individueel.

## Resultaten

### Olympische Zomerspelen
| Jaar | Plaats      | Resultaten                |
| ---- | ----------- | ------------------------- |
| 1968 | Mexico-Stad | sabel team 7e floret team |
| 1972 | München     | sabel team 4e sabel       |
| 1976 | Montréal    | sabel team 6e sabel       |
| 1980 | Moskou      | sabel team 6e sabel       |

### Wereldkampioenschappen schermen
| Jaar | Plaats           | Resultaten         |
| ---- | ---------------- | ------------------ |
| 1971 | Wenen            | sabel · sabel team |
| 1973 | Göteborg         | sabel team         |
| 1974 | Grenoble         | sabel team         |
| 1975 | Boedapest        | sabel team         |
| 1978 | Hamburg          | sabel · sabel team |
| 1979 | Melbourne        | sabel team         |
| 1981 | Clermont-Ferrand | sabel              |
| 1982 | Rome             | sabel team         |
| 1983 | Wenen            | sabel team         |

1908: Földes, Fuchs, Gerde, Tóth, Werkner ·
1912: Berti, Földes, Fuchs, Gerde, Mészáros, Schenker, Tóth, Werkner ·
1920: Baldi, Gargano, A. Nadi, N. Nadi, Puliti, Santelli, Urbani ·
1924: Anselmi, Balzarini, Bertinetti, Bini, Cuccia, Moricca, Puliti, Sarrocchi ·
1928: Garay, Glykais, Gombos, Petschauer, Rády, Tersztyánszky ·
1932: Gerevich, Glykais, Kabos, Nagy, Petschauer, Piller ·
1936: Berczelly, Gerevich, Kabos, Kovács, Rajcsányi, Rajczy ·
1948: Berczelly, Gerevich, Kárpáti, Kovács, Rajcsányi, Papp ·
1952: Berczelly, Gerevich, Kárpáti, Kovács, Rajcsányi, Papp ·
1956: Gerevich, Hámori, Kárpáti, Keresztes, Kovács, Magay ·
1960: Delneky, Gerevich, Horváth, Kárpáti, Kovács, Mendelényi ·
1964: Asatiani, Mavlichanov, Melnikov, Rakita, Rylski ·
1968: Oemjar Mavlichanov, Naslimov, Rakita, Sidjak, Vinokoerov ·
1972: Maffei, M.A. Montano, M.T. Montano, Rigoli, Salvadori ·
1976: Boertsev, Krovopoeskov, Naslimov, Sidjak, Vinokoerov ·
1980: Aljochin, Boertsev, Krovopoeskov, Naslimov, Sidjak ·
1984: Arcidiacono, Dalla Barba, Marin, Meglio, Scalzo ·
1988: Bujdosó, Csongrádi, Gedővári, Nébald, Szabó ·
1992: Goettsajt, Kirijenko, Pogossov, Pozdnjakov, Sjirsjov ·
1996: Kirijenko, Pozdnjakov, Tsjarikov ·
2000: Frossin, Pozdnjakov, Tsjarikov ·
2004: Pillet, D. Touya, G. Touya ·
2008: Pillet, Sanson, Lopez ·
2012: Gu, Kim, Oh, Won ·
2020: Oh, Kim Jun, Kim Jung, Gu  ·
2024: Oh, Gu, Park, Do